# 上原深雪
上原 深雪（うえはら みゆき、1985年2月1日 - ）は、日本の元AV女優。バンビプロモーションに所属していた。
東京都出身。血液型：A型。身長：163cm。スリーサイズ：B86（D-70）・W57・H83。

## 略歴
AVデビュー前は「清水美穂」の名前でお菓子系アイドルとして活動。2003年「上原深雪」に改名して宇宙企画（メディアステーション）からAVデビュー。
2004年にはミリオン（ケイ・エム・プロデュース）の専属女優ユニット「ミリオンガールズ2004」に選ばれた。
同年に引退した。

## 作品

### アダルトビデオ
- 白・蜜・桃（2003年7月29日（レンタル） / 2003年8月29日（セル）、宇宙企画） ※デビュー作
- 恥蜜の糸（2003年8月29日、宇宙企画）
- 蜜姫…淫夢の世界（2003年9月30日、宇宙企画）
- 女子校生痴漢バス 上原深雪（セル） / 痴漢バス女子校生 上原深雪（レンタル）（2003年10月10日、TMA）
- スウィート・ミックス 上原深雪（2003年10月24日、宇宙企画）
- 妹ペット 上原深雪（セル） / 僕の妹ペット 上原深雪（レンタル）（2003年11月21日、TMA）
- 絶体拘束M 上原深雪（セル） / 絶体拘束 上原深雪（レンタル）（2003年12月26日、TMA）
- 堕天使 X（2004年1月14日、宇宙企画）
- ラヴ☆マニア（2004年2月10日、宇宙企画）
- 上原深雪4時間（2004年3月26日、ケイ・エム・プロデュース）
- ウルトラ・ミックス 上原深雪（2004年3月26日、宇宙企画）
- もしも上原深雪が超高級ソープ嬢だったら… 完全版（2004年4月23日、ケイ・エム・プロデュース）
- 完全撮りおろしスーパースター4時間SPECIAL（2004年4月23日、ケイ・エム・プロデュース）オムニバス作品
- レズビアンフルコース 上原深雪 完全版（2004年5月28日、ケイ・エム・プロデュース）
- 淫欲屋敷の美幽霊 完全版 ファイブドールズ（2004年6月25日、ケイ・エム・プロデュース）
- 完全なるイカセ4時間 2004（2004年7月30日、ケイ・エム・プロデュース）
- ミリオンガールズのお仕事ですよ!　完全版　（2004年8月27日、ケイ・エム・プロデュース）
- ケイエムプロデュース 義理の妹 紋舞らん 完全版（2004年10月29日、ケイ・エム・プロデュース）
- 裏・上原深雪 完全版（2004年10月29日、ケイ・エム・プロデュース）
- 調教ライブ 4時間（2004年11月19日、ケイ・エム・プロデュース）
- 24人のカリスマアイドル4（2004年12月24日、ケイ・エム・プロデュース）オムニバス作品
- 完全撮りおろしスーパースター 4時間SPECIAL 2（2005年4月22日、ケイ・エム・プロデュース）オムニバス作品

### オリジナルビデオ作品
- 美人幽霊 欲情まみれ（2004年）
- 桃色OL5人組 セクシー大作戦（2005年）

## 写真集
- 大好き 16〜sixteen〜(三和出版、2001年4月5日)清水美穂名義
- 白・蜜・桃(メディアックス、2003年8月20日)